# الملعب الأولمبي بقفصة
ملعب 14 جانفي 2011 بقفصة هو ملعب أولمبي تأسس سنة 1995 يتكون من 4 مساحات خضراء (معشبة).

## عن الملعب
حائز على جائزة أحسن عشب لسنة 1999 وسنة 2009. يتسع مدرجاته إلى 12000 متفرج و4000 متفرج للزوار وهو يحتضن مباريات كرة القدم التي يشارك فيها القوافل الرياضية بقفصة. به 3 قاعات للألعاب القوى وقاعتين لكمال الأجسام وقاعتين لرفع الأثقال. يقع الملعب بالقرب من مطار قفصة قصر الدولي.